# Бориславський міський парк культури і відпочинку
Бориславський міський парк культури і відпочинку — парк у м. Борислав Львівської області. Знаходиться у віданні комунального підприємства «Бориславський міський парк культури і відпочинку». 

## Історія
У часи радянської окупації носив ім'я Ленінського комсомолу.
У парку знаходиться пам'ятник польсько-білорусько-литовському поетові Адаму Міцкевичу.

## Опис
Розташований в центрі міста Борислав. Оточений вулицями Карпатська Брама, Шкільна, Данила Галицького та Шевченка. Звичні пейзажі міських парків знайомі всім – атракціони, тінисті алеї, чорні білочки, паркове озеро та інше. У Бориславського парку є ще дещо. Така собі відмінна риса. Місто нафти видобуває своє «чорне золото» навіть серед паркових алей і гойдалок. Нафтові «журавлі» ледь чутно хитають головами, що не бентежачи перехожих. Бориславський парк вважається єдиним громадським місцем, де відбуваються такі виробничі процеси.
В парку є 6-ть чинних "нафтових гойдалок" (верстати-гойдалки), що були перетворені на арт-об'єкти силами місцевої влади та волонтерів. Серед них є фігури Роберта Домса та Йогана Зега. Також в парку діє мотузковий парк та аптека-музей Йогана Зега, а ще на території парку діє театр "Зелений". На території зони відпочинку знаходиться найбільший на заході України workout майданчик, що знаходиться поруч скейтпарку.  

## Мотузковий парк та кінотеатр простонеба

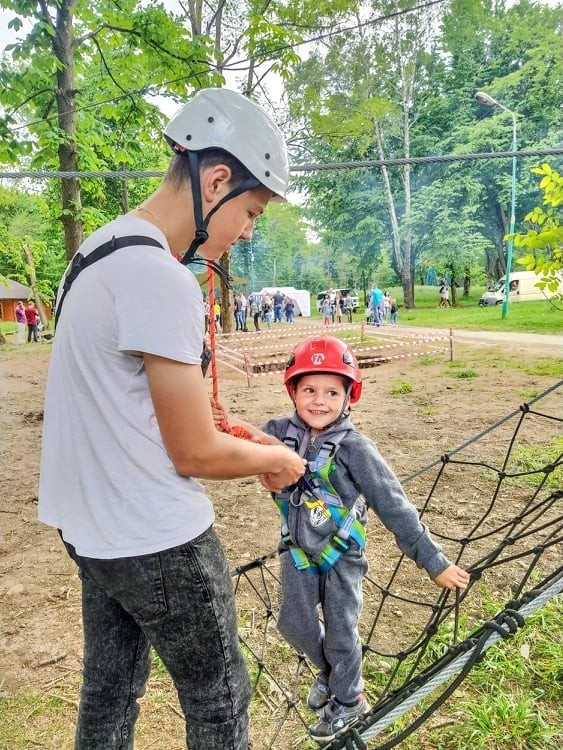
Інструктор зачіпляє страхування для дитини
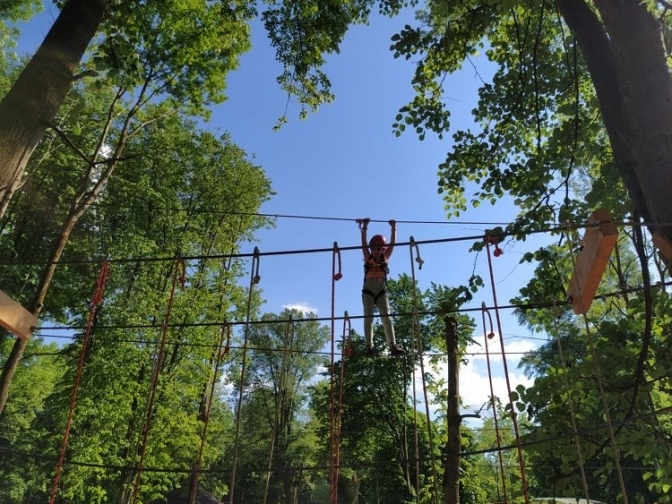
Один з відвідувачів мотузкового парку
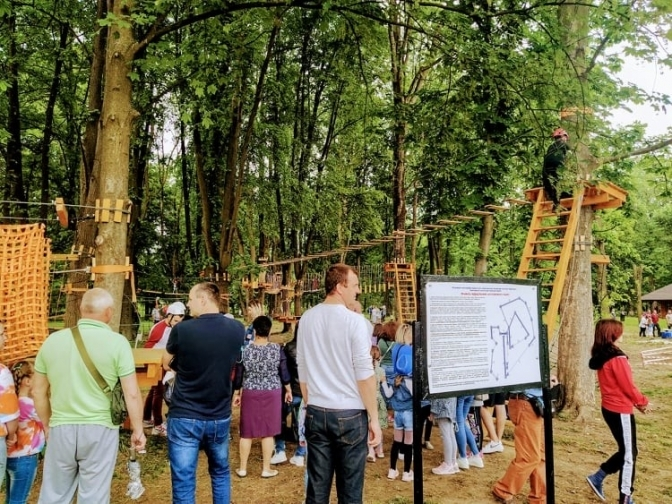
Черга відвідувачів перед відкриттям мотузкового парку.

Проєкт «Під відкритим небом» став першим на Львівщині, який реалізували у межах Всеукраїнського громадського бюджету. Він став прикладом гуртування громади. Міський парк у Бориславі є одним з найбільших в області.
2020 року в межах Всеукраїнського громадського бюджету (ВГБ) у Львівській області переміг проєкт від міста Борислав. Завдяки перемозі тут облаштували мотузковий парк та закупили обладнання для кінотеатру під відкритим небом. Реалізувати проєкт вдалося завдяки активній позиції та єднанню мешканців. Загальна вартість "Під відкритим небом" становить майже 1,4 млн грн.
Того ж року придбали обладнання для облаштування мотузкового парку та кінотеатру просто неба. Повноцінно локація запрацювала вже з весни 2021 року.
Проєктним менеджером Бориславського міського парку стала Наталія Копичин.

## Аптека-музей Йогана Зега

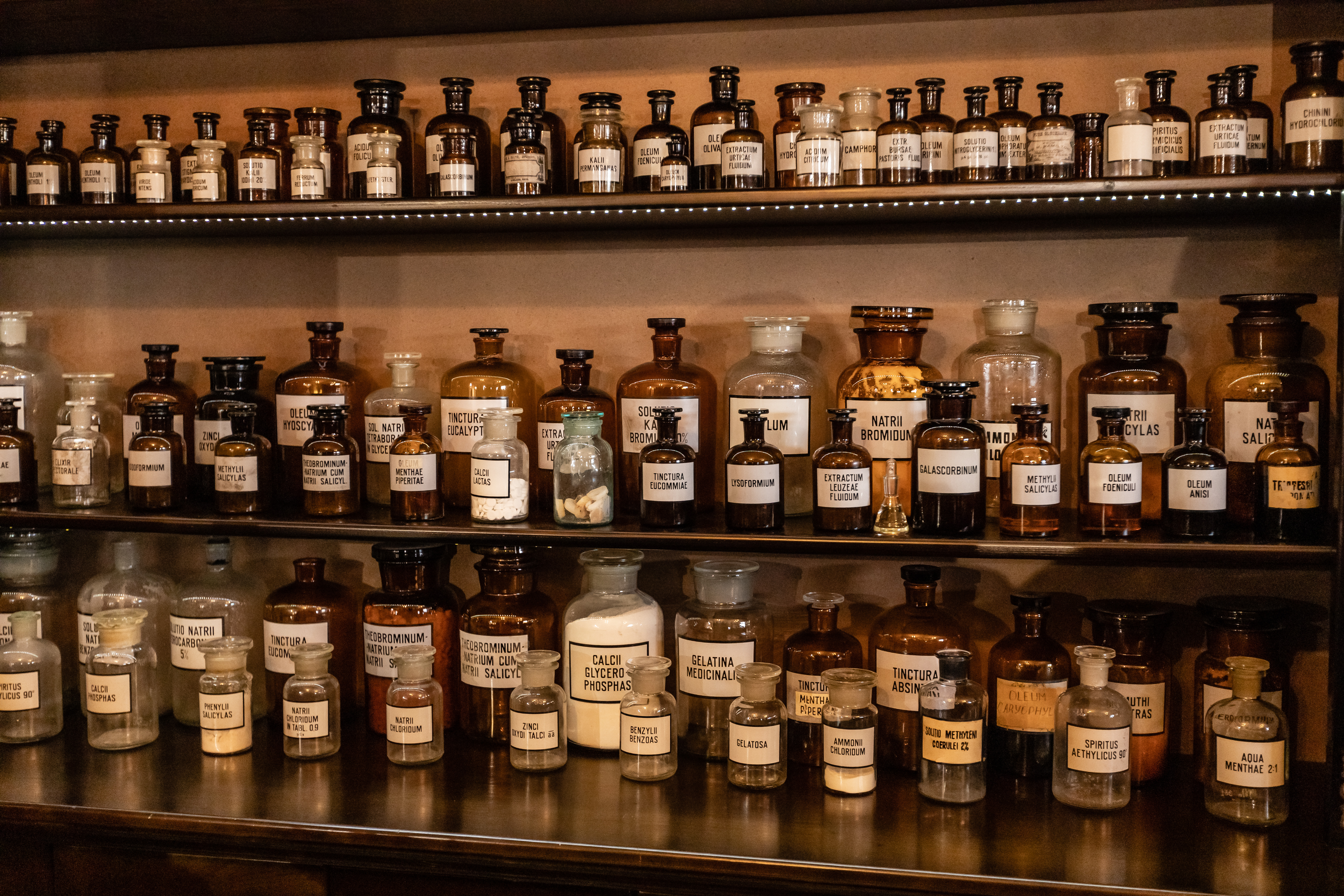
Інтер'єр аптеки-музею

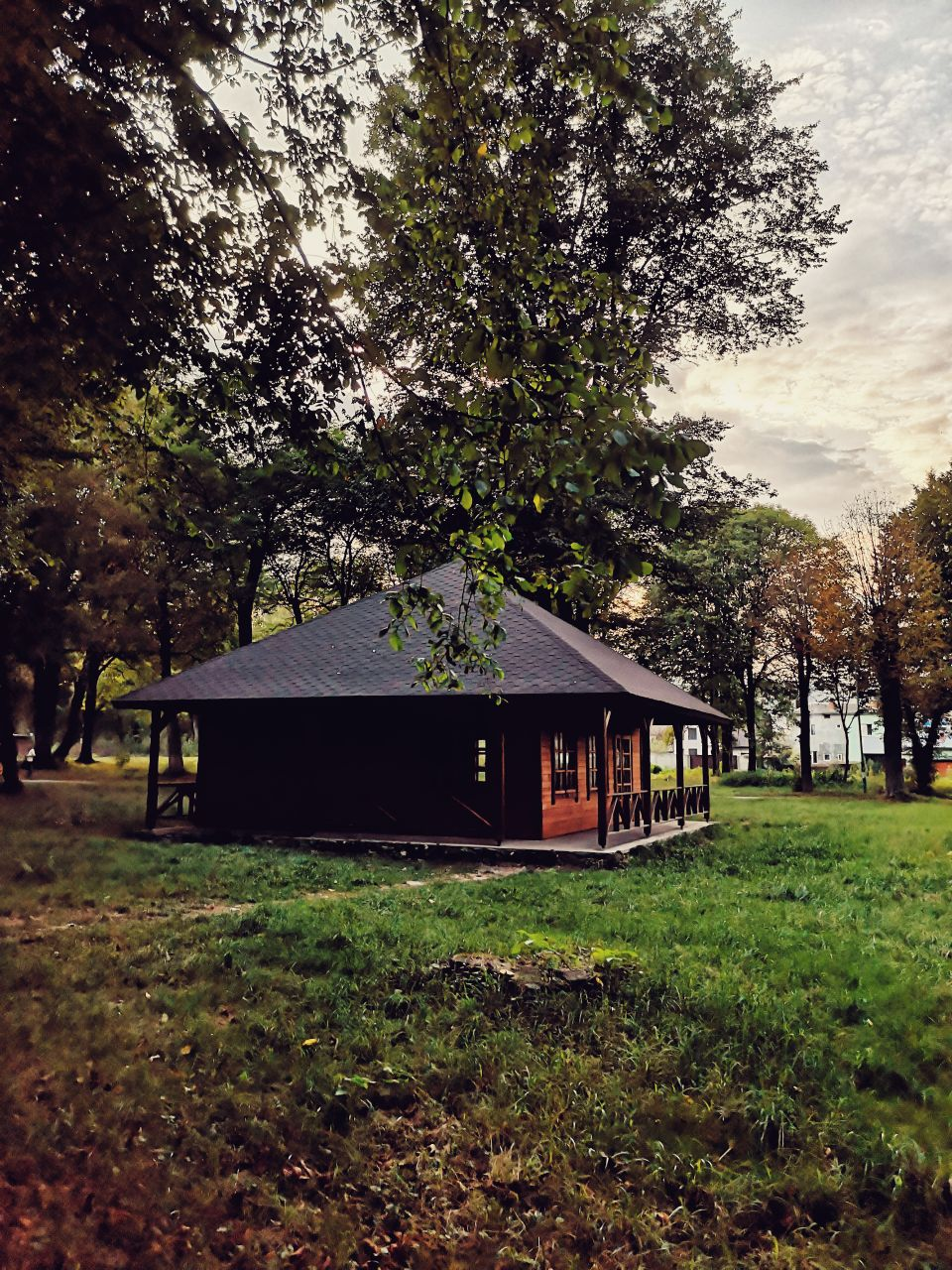
Вид на аптеку-музей

У Бориславському міському парку культури та відпочинку відчинилася аптека-музей Йогана Зега, всесвітньо відомого винахідника нафтової промисловості. Проект із встановлення аптеки-музею Йогана Зега, вартістю понад 0,6 млн грн, виграв грант на конкурсі ініціатив місцевих карпатських громад, який проводила Асоціація органів місцевого самоврядування "Єврорегіон Карпати-Україна". 
Він реалізовувався у 2 етапи: у 2019 році облаштовували санітарне очищення та благоустрій земельної ділянки, виконували будівельні роботи, а у 2020 році відбувалось наповнення музейними експозиціями аптеки-музею. 
В аптеці-музей над екскурсіями та зміною експозиції працює колектив Бориславського туристичного інформаційного центру. 
Нагадаємо, у межах транскордонного співробітництва у Бориславі вже реалізовувались проекти "Нафтова колиска Європи: забута історія Польщі та України" та "Нафтова спадщина діяльності Ігнатія Лукасевича".

## Світлини

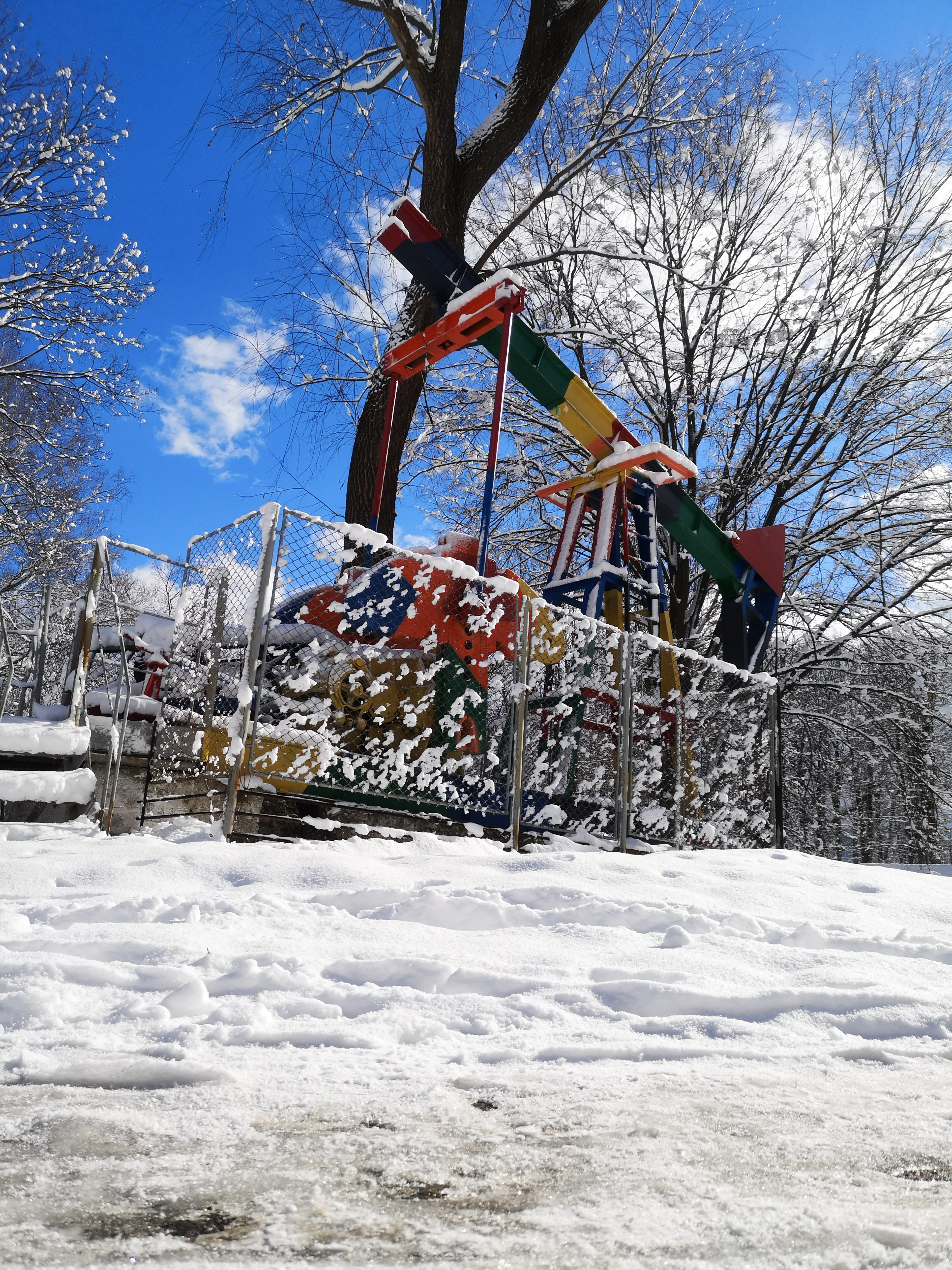
"Нафтовий журавлик"
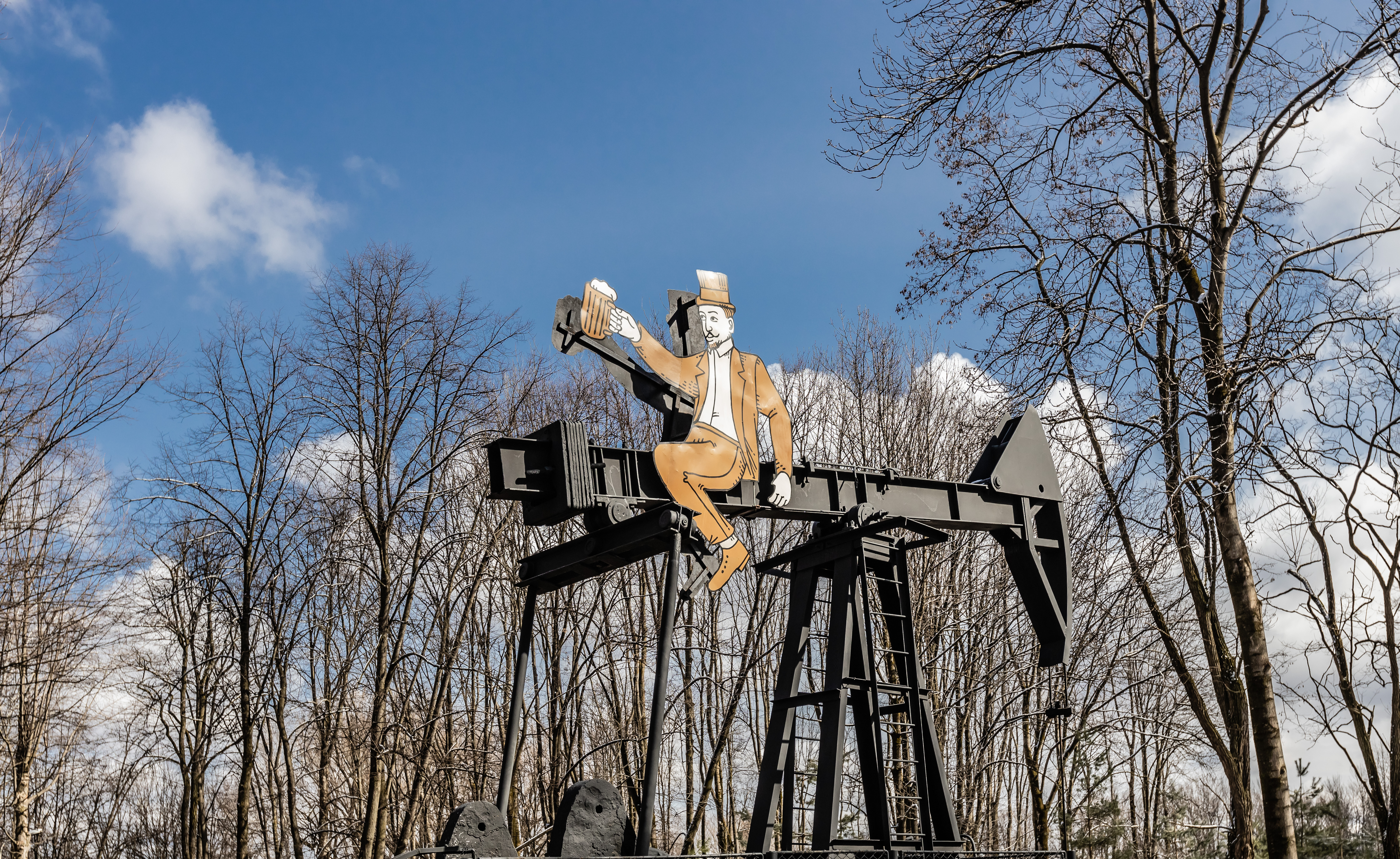
Роберт Домс на "нафтовій гойдалці"
Вхід до парку з вул. Комуністична (тепер — Карпатська Брама). Фото з фотоальбому 1970 р.
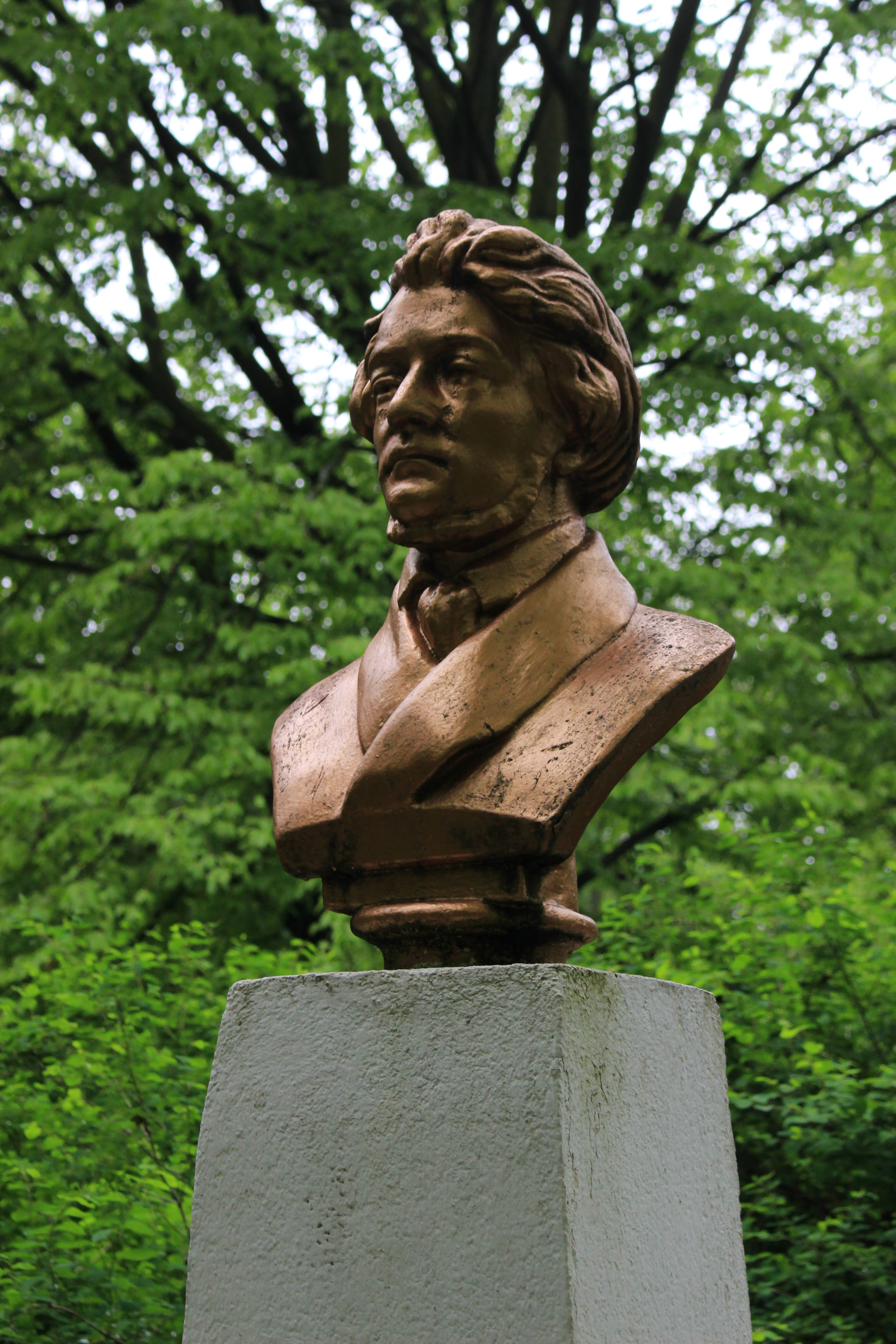
Погруддя Адаму Міцкевичу